# Matt Freeman
Matt Freeman właśc. Roger Matthew Freeman (ur. 14 czerwca 1966 w Albany, w Kalifornii) – amerykański basista punkowy.

## Kariera muzyczna
- Operation Ivy (jako Matt McCall) (1987–1989)
- Rancid (od 1991)
- Devil’s Brigade (od 2005)